# Straatzanger

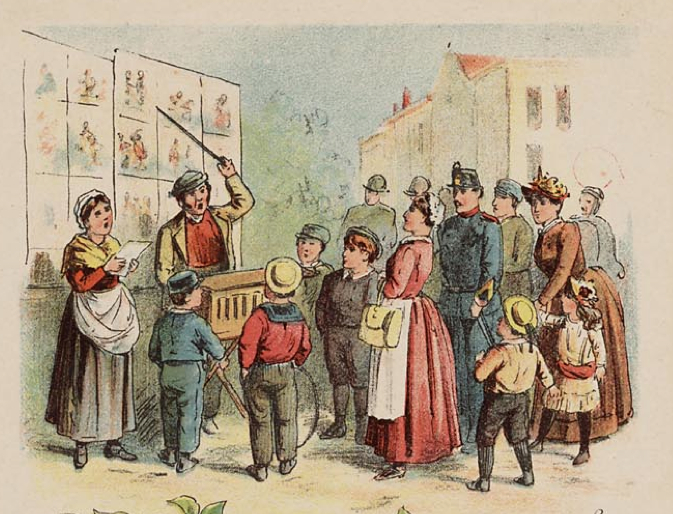
Straatzangers met een roldoek en een liedblaadje. In prentenboek De kijkkast en andere vermaken (1892) over de kermis.

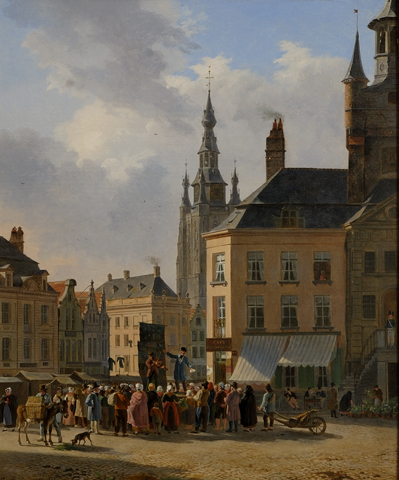
Marktzanger wijst naar een roldoek, begeleid door violist (op de markt in Kortrijk). Schilderij: J.B. de Jonghe (1828).

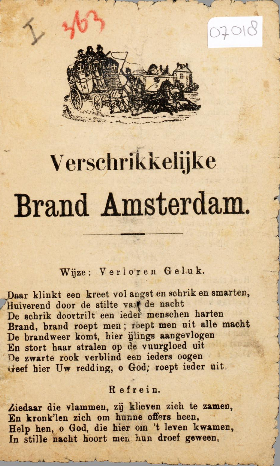
Liedblad met een typisch straatliedje (over een brand): 'Verschrikkelijke brand Amsterdam' (collectie Meertens Instituut).

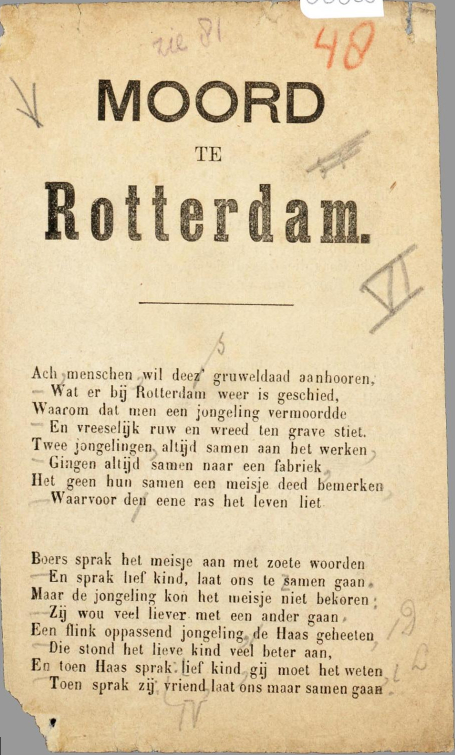
Liedblad met een typisch straatliedje (een moordlied): 'Moord te Rotterdam' (collectie Meertens Instituut).

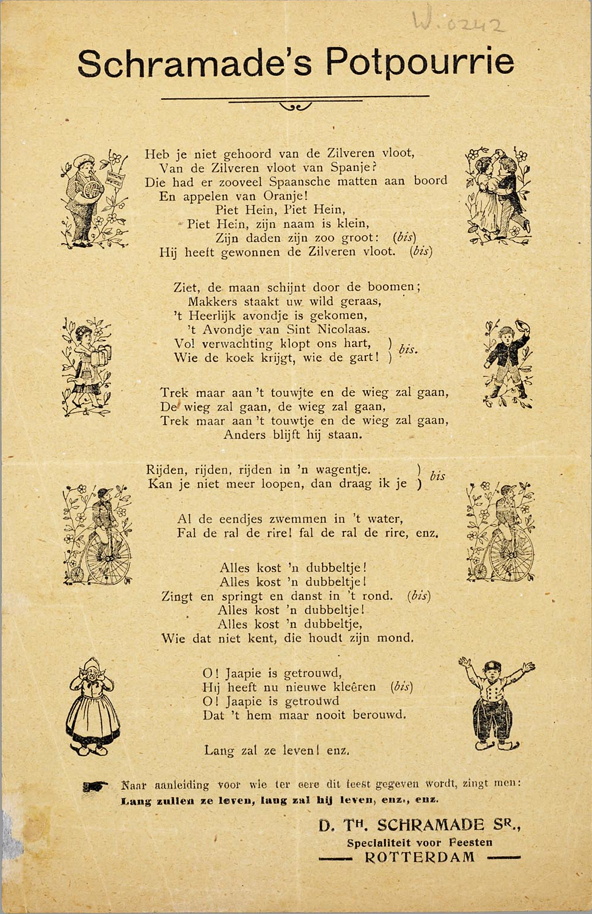
Liedblad met verschillende liedteksten (collectie Meertens Instituut).

Straatzangers, of marktzangers zoals ze in België werden genoemd, waren zangers die tussen de zestiende en het begin van de twintigste eeuw straatliedjes zongen op straten, pleinen, markten en jaarmarkten, op de kermis of bij mensen aan de deur.
In Duitsland werden straatzangers Bänkelsänger genoemd.

## Beroep
De straatzangers waren beroepszangers, die veelal werden bijgestaan door een of meerdere familieleden. Deze zongen soms mee, gingen met de pet rond tijdens de zang en verkochten de liederen die werden gezongen op losse liedblaadjes. Deze liedblaadjes werden verkocht voor een paar cent per stuk. De liedblaadjes werden ook aan de deur verkocht door arme, werkeloze of gebrekkige mensen, die zo een karig inkomen probeerden te vergaren (soms zongen dezen daarbij, soms waren ze enkel liedbladverkoper).
De liedzanger stond gewoonlijk op een verhoging en had vaak een oprolbare doek (een 'roldoek' of 'rolprent') naast zich hangen, waarop de inhoud van het lied was afgebeeld als een soort stripverhaal. De zanger wees tijdens de zang met een stok het bijbehorende plaatje aan. Deze roldoeken zijn nauwelijks bewaard gebleven, door hun intensieve gebruik (kwetsbaar gebruiksartikel) en blootstelling aan weersomstandigheden.

## De straatliedjes
De straatzangers of marktzangers verspreidden enerzijds het laatste nieuws en boden anderzijds verstrooiing en vermaak.
Voorbeelden van nieuws: liederen over politiek, moorden, oorlog, vrede, brand en natuurrampen.
Voorbeelden van vermaak: bekende volksliedjes, liefdesliedjes, verhalende liederen, drinkliederen, zeemansliederen, spotliedjes, kluchtliedjes, boertige liedjes, gelegenheidsliederen, bedelliedjes, enz.
De liedjes waren gewoonlijk geschreven op bestaande en bekende melodieën (contrafacten). Op het liedblad was vaak een wijsaanduiding gegeven.
Soms maakten straatzangers gebruik van instrumenten. Traditioneel was dit een viool, in latere eeuwen werden ook een slaginstrument (trom en tamboerijn), een draaiorgeltje (buikorgeltje) of een draailier wel gebruikt.
In de 20e eeuw veranderden de straatliedjes onder invloed van operettes en opera's en later door liedjes uit de revue, het cabaret en filmmuziek.

## Maatschappelijke betekenis
De waardering van de straatzanger in historische en literaire bronnen loopt sterk uiteen. Negatieve typeringen waren onder meer: slechte voordracht; onbetrouwbaar nieuws; te overdreven, te sensationele of te sentimentele teksten; gevaarlijk om z'n opruiende teksten; of een dief/verkapte bedelaar.
Aan de andere kant waren veel straatzangers en veel liederen geliefd bij het publiek. De liedblaadjes vonden gretig aftrek. En de zangers brachten niet alleen nieuws, maar speelden ook een rol in het aanzwengelen van en ruimte bieden aan het publieke debat over o.a. politiek, maatschappelijke ontwikkelingen en religie (zoals rond de opstand tegen Spanje of de opkomst van het protestantisme). Het beroep had daarmee een duidelijke maatschappelijke betekenis; het is niet voor niets dat het ambacht vier eeuwen lang een bloeiend bestaan kende.

## Verdwijnen traditie
In Nederland verdween de liedzanger vanaf de Eerste Wereldoorlog in rap tempo uit het straatbeeld. De uitvoerende zang verschoof naar levensliedzangers in cafés, die zongen bij accordeon, en naar revue-zangers (1910-40) en cabaretiers (vanaf 1950) in het theater. Een andere belangrijke ontwikkeling was de opkomst van de radio en de grammofoon vanaf de jaren 20 en 30. Door het grotere bereik van de krant, kwam bovendien de nieuwswaarde van het straatlied onder druk te staan.
De Vlaamse marktzangers bleven veel langer actief: pas in de jaren '50 verdween daar de marktzangtraditie.
De straatmuzikanten die in de 20e en 21e eeuw op kleine schaal op straat in de steden spelen, komen in functie en traditie niet overeen met de historische straatzanger. Zij zingen veelal popliedjes, zingen veelvuldig Engelstalig, en begeleiden zichzelf met name op gitaar. Het doel is een (bij)verdienste door een artistieke prestatie; ze hebben geen maatschappelijke rol in het verspreiden van nieuws, verkopen geen liedteksten op liedblaadjes en ook gaat het meestal niet om een familieonderneming.

## In latere cultuur
De kenmerkende manier van optreden van straatzangers, compleet met roldoek, werd in de jaren 1970 geïmiteerd in het Nederlandse satirische televisieprogramma Farce Majeure.

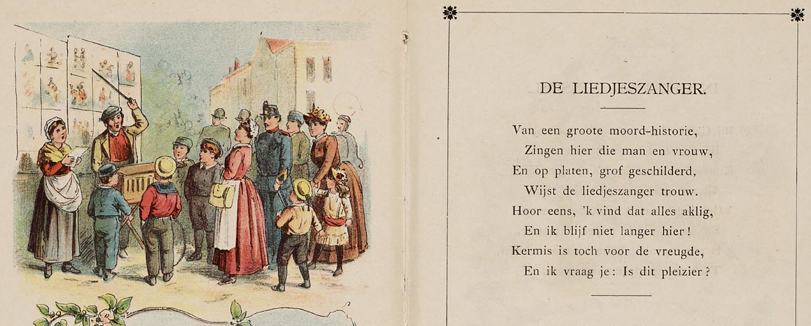
Volgens het gedichtje zingen deze straatzangers op de kermis een moordlied (De kijkkast en andere vermaken, 1892).

## Bekende straatzangers en marktzangers
- Klein Jan, oftewel Pieter de Vos, Amsterdam (achttiende eeuw)
- Lionel Bauwens oftewel Tamboer, Vlaanderen (interbellum)
- Frans Jacobs, Vlaanderen (interbellum)
- Achiel Coppenolle, Vlaanderen (interbellum)

## Verzamelingen en uitgaven
De twee grootste verzamelingen liedbladen zijn de Collectie liedbladen Moormann en de Collectie liedbladen Wouters. Deze verzamelingen liedblaadjes met straatliederen worden bewaard door Koninklijke Bibliotheek en het Meertens Instituut. Ze zijn ontsloten in het Geheugen van Nederland en in de Nederlandse Liederenbank.

### Collecties liedbladen met straatliedjes
- Collectie liedbladen Moormann, ruim 1200 liedbladen (Meertens Instituut)
- Collectie liedbladen Wouters, ruim 4300 liedbladen (KB en Meertens Instituut)
- Collectie liedbladen, Erfgoedbibliotheek Hendrik Conscience (Antwerpen)[5]
- Verzameling volks- en straatliedjes, Collectie Nijhoff, ca. 380 liedjes (UB Leiden)[6]
- Collectie Gijsbers, ong. 160 liedbladen (Meertens Instituut)[7]
- Collectie Karremans, ong. 100 liedbladen (Meertens Instituut)[8]
- Liedbladen gedrukt door Van Paemel, Gent, ong. 50 liedbladen (Koninklijke Bibliotheek)[9]

### Liedboeken met straatliedjes
- De kist van Pierlala. Straatliederen uit het geheugen van Nederland, red. L.P. Grijp en M. de Bruin (2006)
- Het straatlied, liedboek met straatliederen, samengesteld door Wouters en Moormann (1933)
- De Schreeuwende kat-soe, Op zyn wagen. Pak maar weg, Stuk voor Stuk, Voor vier Stuyvers. Zingende de Aldernieuwste Liederen die Hedendaags gesongen worden (Amsterdam, 1751-1800)
- De vrolyke kramer, met Klyn Jans pleizierig en vermakelyk mars-dragend hondje. Bestaende in de aangenaamste Gezangen, op de Nieuwste en hedendaagsche Voizen (Amsterdam, ca. 1780)

## Afbeeldingen van straatzangers

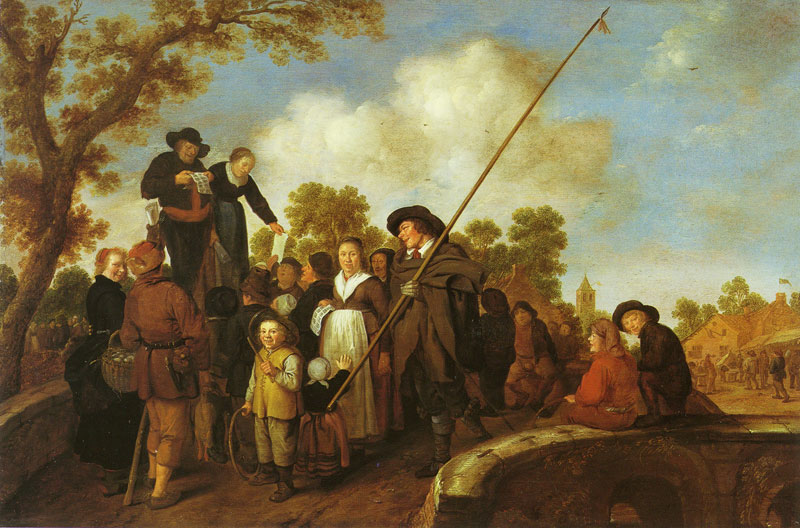
Straatzangers op een brug met liedblaadje (hij zingt, zij verkoopt een liedblad), Jan Miense Molenaer (1640/1645).
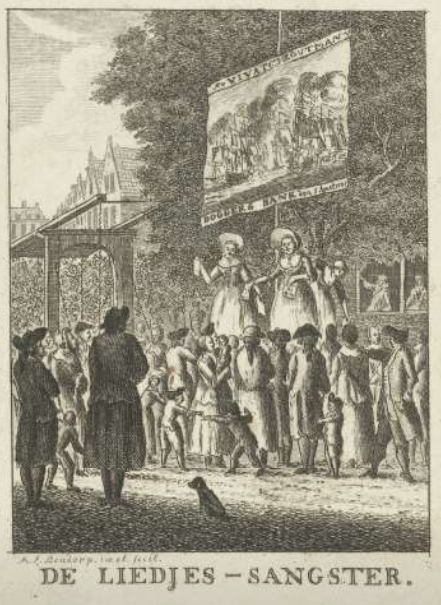
Twee vrouwen zingen op de kermis, doek met 'Vivat Zoutman, Doggersbank', ets van Bendorp (1782).
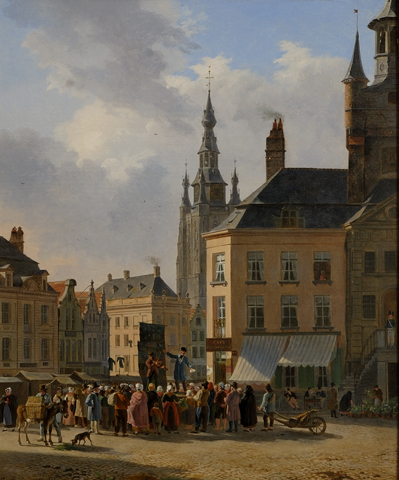
Marktzanger met roldoek en violist op de markt, J.B. de Jonghe (Kortrijk, 1828).
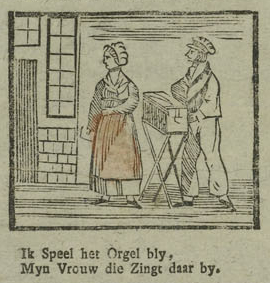
Straatzangers met orgeltje en liedblad op een centsprent (zie de volledige centsprent).
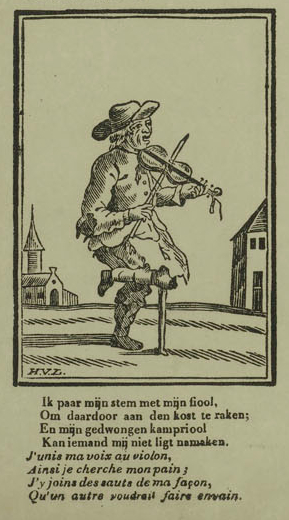
Kreupele straatzanger met viool (zie de volledige centsprent).
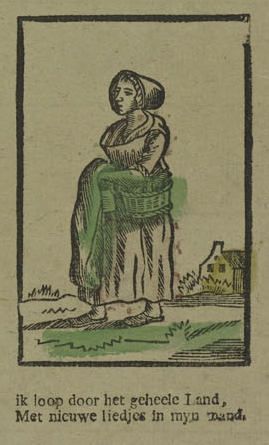
Liedbladverkoopster met mand (zie de volledige centsprent).
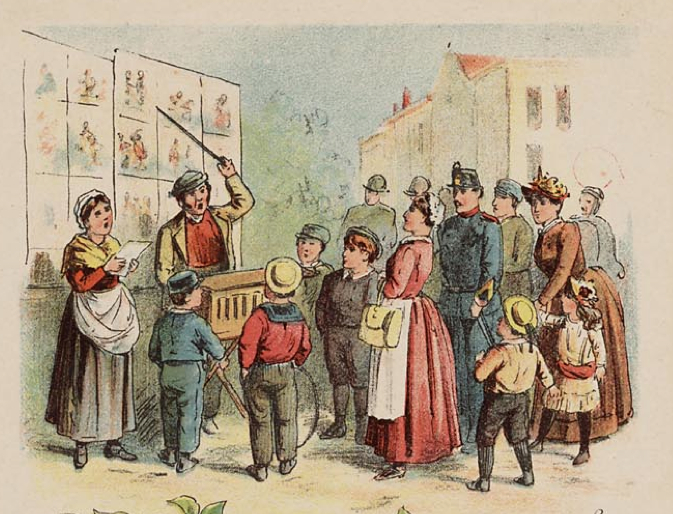
Straatzangers met een roldoek en een liedblaadje op de kermis (1892).
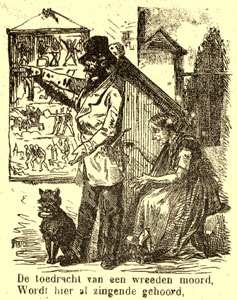
Liedzanger met een roldoek zingt een moordlied, vrouw speelt harp (19e eeuw).

Zie ook een ets en een prent van Anton Pieck, straatzangers, met roldoek en instrumenten (Middelburg, 19e eeuw). De prent toont een moordlied, de ets een zeemanslied.